# 特別警報
特別警報（とくべつけいほう、英: Emergency Warning）は、日本において、気象災害、水害、地震、噴火などの重大な災害が起こるおそれが著しく大きい場合に、気象庁が警告のために発表する情報。警報の一種ではあるが、警報の発表基準をはるかに超える規模で起きるような甚大な被害が発生する恐れがあり、最大級の警戒をする必要がある場合に適用される。
2013年8月30日0時（JST）から運用が開始された。運用開始後当面の間は、原則として都道府県単位（ただし、北海道は7区分、沖縄県は4区分）で発表される。なお、2019年5月から運用が開始された防災気象情報に関する警戒レベルでは、大雨特別警報は5段階のうち最も危険な警戒レベル5に相当する（後節参照）。
特別警報が発表されるときは、経験したことのないような異常な現象が起きうる状況で、かつ、それまでの数十年間災害の経験が無い地域でも災害の可能性が高まっている状況にある。対象地域の住民は、直ちに命を守る行動をとることが推奨されている。なお「直ちに命を守る行動をとる」とは、必ずしもその場所から他の場所へと避難することを意味するものではなく、例えば、避難することが既に危険な場合は屋内のより安全な場所に移動するなど、各々が状況を見極めて適切な災害回避行動をとることを意味する。

## 定義
| 名称                                               | 名称   | 名称     | 定義                                                                                         | 準拠法規  |
| -------------------------------------------------- | ------ | -------- | -------------------------------------------------------------------------------------------- | --------- |
| 予報                                               | 予報   | 予報     | 観測の成果に基く現象の予想の発表                                                             | 法2条6項  |
|                                                    | 注意報 | 注意報   | 災害の起こるおそれがある旨を注意して行う予報                                                 | 令4条     |
|                                                    | 警報   | 警報     | 重大な災害の起こるおそれがある旨を警告して行う予報                                           | 法2条7項  |
|                                                    |        | 特別警報 | 予想される現象が特に異常であるため重大な災害の起こるおそれが著しく大きい旨を警告して行う警報 | 法13条の2 |
| 注：「法」は気象業務法、「令」は気象業務法施行令。 |        |          |                                                                                              |           |

気象業務法第13条の2において「予想される現象が特に異常であるため重大な災害の起こるおそれが著しく大きい旨を警告して行う警報」と法的に定義されている。2013年5月30日に公布された改正気象業務法および改正国土交通省設置法において新たな制度として設けられたもので、同年8月30日0時（JST）から運用が開始された。通常の警報よりも更に重大性が高い災害が迫っている状況で、市町村は住民等への周知を徹底し、住民や関係機関は最大級の防災対応をとることを求める。
従来の警報は、都道府県から市町村への通知および、市町村から住民・官公署に対する周知は努力義務であったが、特別警報はこれを義務に位置付けることで周知の強化を図っている。また、これまで気象の解析・予測や予警報の発表は、陸域では管区気象台が、海域では海洋気象台がそれぞれ行っていたが、2013年10月1日付で海洋気象台を廃して管区気象台に統合された。
例えば津波により甚大な被害を出した東日本大震災や、高潮・暴風により甚大な被害を出した伊勢湾台風に匹敵するような、数十年に一度という非常に稀な頻度の極めて大規模な災害に発展すると考えられる気象現象や津波・地震・噴火が対象となる。
なお法的な位置付けとしては上表の通り、特別警報は警報の一種で、さらに警報自体が予報の一種であるため、特別警報も予報の一種となる。また法令上は下表の通り、現象に応じて7区分がなされているが、一部は実際に発表される表題（タイトル）と異なる。
| 気象業務法上の特別警報（実際に発表される特別警報とは一部異なる） | |
| 種類                                                             | 説明 |
| 気象特別警報                                                     | 暴風雨や暴風雪、大雨、大雪などによる著しく重大な災害の警告。実際にはより細かく分けられ、現象名を冠した表題で発表される。 |
| 地震動特別警報                                                   | 地震動による著しく重大な災害の警告。発生した断層運動による地震動に限る。緊急地震速報として発表されている。               |
| 火山現象特別警報                                                 | 噴火、降灰などによる著しく重大な災害の警告。現在は噴火警報のみが運用されている。                                         |
| 土砂崩れ特別警報                                                 | 大雨、大雪等に伴う山崩れ、地滑り等による著しく重大な災害の警告。実務上は他の警報に付随し、独立して発表されることはない。 |
| 津波特別警報                                                     | 津波による著しく重大な災害の警告。大津波警報として発表される。                                                           |
| 高潮特別警報                                                     | 台風などによる海面の異常な上昇（高潮）による著しく重大な災害の警告。                                                     |
| 波浪特別警報                                                     | 風浪やうねりによる著しく重大な災害の警告。                                                                               |

なお、気象分野で類似の情報レベルを持つ熱中症特別警戒アラート（2024年創設）は、気象庁および環境省が発表するもので、気象業務法ではなく気候変動適応法に基づく。

## 制定の経緯
特別警報が制定された理由として、2000年代に入って気象庁は「大雨警報の重要変更」から土砂災害警戒情報への拡充（都道府県ごとに2005年 - 2008年にかけて順次開始）、警報・注意報の発表単位の地方ごとから市町村ごとへの細分化（2010年）、重大な災害の切迫を呼び掛ける「見出しのみの短文気象情報」の開始（2012年）など防災情報の改善を行っているにもかかわらず、警報などの防災情報を受けて行われるべき避難が十分でなかった事例が後を絶たず、2011年に相次いで発生した大型災害によってこの問題がクローズアップされたことが挙げられる。
同年3月11日に発生した東日本大震災（東北地方太平洋沖地震）では、仙台平野で津波浸水域が内陸6kmに達するなど東北の太平洋岸を中心に大津波に襲われ、2万人近くの死者・行方不明者を出した。また同年9月上旬に日本に上陸した台風12号では紀伊半島を中心に数日間の雨量が1,500 - 2,000mmに達する記録的豪雨となり、土砂崩れ・土石流・氾濫などにより90人以上の死者・行方不明者を出した。この2つの災害では、気象庁は大津波警報や土砂災害警戒情報などの最大レベルの警報を発したにもかかわらず、先に述べたような多数の犠牲者と甚大な被害を出す事態となっており、警報の重大性・切迫性が分かりにくいなどの指摘が挙がり、情報のあり方に課題を残すことになった。そしてこの教訓から、自治体からの要望や国の中央防災会議の提言において防災情報の改善が求められたことが法改正に繋がった。
なお、日本の気象業務において警報類は、警報の発表が1883年に開始され、その後1932年に気象特報（現在の注意報）の発表が開始されてから、1952年の気象業務法制定（気象特報を注意報に改称、警報を法的に定義）を挟んで長らく2段階の体制であった。特別警報は81年ぶりとなる新たな段階の制定となっている。
発表第1号は、2013年9月16日5時5分に京都府・福井県・滋賀県に発表された大雨特別警報で、台風18号の大雨によるものであった。また、台風に対しての特別警報は、台風8号の接近に伴い、2014年7月7日18時20分に沖縄県宮古島地方に発表された暴風特別警報と波浪特別警報が初めてとなった。

### 警報類の再編の動き
特別警報・警報・注意報などの防災気象情報は充実を図るために特に2000年代以降細密化・多様化されているが「土砂災害警戒情報」「記録的短時間大雨情報」など用語の氾濫により逆に分かりづらくなった面もあるという指摘がある。2012年10月に開始された気象庁の検討会では、全ての気象災害に対してレベル1からレベル5までの5段階の「気象警戒レベル」（仮称）を導入する（導入後当面の間は「特別警報」「警報」「注意報」の呼称を併用）とともに、猶予のある台風災害等の場合には時系列で今後のレベル変化の見通しを発表して防災対応に役立てることなどが検討されており、2016年度の導入を目指していると報道された。
防災気象情報に関する警戒レベルについては、2019年3月に内閣府の「避難勧告等に関するガイドライン」が改定され（2021年の改正で避難勧告は廃止され避難指示に一本化）、それに伴い同年5月29日より気象庁は「大雨・洪水・高潮警戒レベル」（大雨警報、土砂災害警戒情報、指定河川洪水予報および高潮警報が対象）の運用を開始している。この中で大雨特別警報は5段階のうち最も危険な警戒レベル5（既に災害が発生または切迫している状況）、高潮特別警報は警戒レベル4（速やかに全員避難）に相当する。

## 発表単位と発表機関
原則として市町村（一部では市町村内を分割して設定された区域）、東京23区は各特別区をそれぞれ単位として発表する。
なお実際には、格子点毎に基準が設定されている大雨では危険度の高まった市町村に絞って発表し細かな切り替えが行われている一方、勢力の顕しい台風等により基準が設定されている暴風・高潮・波浪では府県予報区（原則として都道府県単位）内の対象市町村で一斉に注意報・警報から特別警報への切り替えを行い、その後順次追加・変更する（警報相当の場合に特別警報を発表する）運用が行われている。
大雨についても開始当初は府県予報区を単位としていたが、2017年4月に見直しを行い、同年7月7日13時から危険度が著しく高まっている市町村に限って発表するよう変更した。この運用は当初から、気象庁が効果等を見極めつつ適宜見直すことが示されている。
特別警報の発表を行うのは予報区を担当する各地方気象台で、警報・注意報と同様。

## 特別警報の種類と基準
大雨や暴風などの6つは「○○特別警報」の表題で発表される。津波、噴火、地震の3つについては従来と変わらず「大津波警報」「噴火警報」「緊急地震速報」の表題で発表される。津波と噴火については発表基準も従来と変わらない。なお、これまで運用されていた注意報や警報は、特別警報の運用開始後も同様に用いられている。
| 名称                               | 種類                 | 種類                   | 基準 |
| ---------------------------------- | -------------------- | ---------------------- | --- |
| 気象災害                           |                      |                        | |
| 大雨特別警報（警戒レベル5相当）    | 大雨                 | 大雨                   | 台風や集中豪雨による数十年に一度の降水量が予想される場合（具体的基準の目安：別表 大雨）。                                                                                            |
| 大雨特別警報（警戒レベル5相当）    | 斜面現象（土砂災害） |                        | 台風や集中豪雨による数十年に一度の降水量が予想される場合（具体的基準の目安：別表 大雨）。                                                                                            |
| 暴風特別警報                       | 暴風                 | 暴風                   | 数十年に一度の強度を持つ台風や、それと同程度の温帯低気圧による暴風が予想される場合（具体的基準の目安：別表 台風）。                                                                  |
| 高潮特別警報（警戒レベル4相当）    | 高潮                 | 高潮                   | 数十年に一度の強度を持つ台風や、それと同程度の温帯低気圧による高潮が予想される場合（具体的基準の目安：別表 台風）。                                                                  |
| 波浪特別警報                       | 波浪                 | 波浪                   | 数十年に一度の強度を持つ台風や、それと同程度の温帯低気圧による高波が予想される場合（具体的基準の目安：別表 台風）。                                                                  |
| 大雪特別警報                       | 大雪                 | 大雪                   | 数十年に一度の降雪量が予想される場合（具体的基準の目安：別表 大雪）。 |
| 暴風雪特別警報                     | 暴風雪               | 暴風雪                 | 数十年に一度の強度を持つ台風と同程度の温帯低気圧による雪を伴う暴風が予想される場合（具体的基準の目安：別表 台風）。                                                                  |
| 津波災害                           |                      |                        | |
| 大津波警報                         | 津波                 | 津波                   | 3mを超える大津波が予想される場合。参考として、沿岸や河口近くの低地だけではなく、内陸にまで被害が及ぶ津波の襲来が予想される場合。                                                     |
| 火山災害                           |                      |                        | |
| 噴火警報（居住地域）または噴火警報 | 噴火                 | 噴火警戒レベル運用済み | 噴火警戒レベル5および4の噴火が予想される場合（居住地域が対象に入る噴火警報と同じ）。参考として、火口付近だけではなく、居住地にまで被害が及ぶ噴石や火砕流などの襲来が予想される場合。 |
| 噴火警報（居住地域）または噴火警報 | 噴火                 | 噴火警戒レベル未運用   | 居住地域厳重警戒または山麓厳重警戒相当の噴火が予想される場合。 |
| 地震災害                           |                      |                        | |
| 緊急地震速報                       | 地震動               | 地震動                 | 緊急地震速報のうち、最大震度6弱以上または長周期地震動階級4の地震が予測される場合。                                                                                                   |

気象の6種類の特別警報の基準には全て「数十年に一度」という文言がある。これに関して気象庁によれば、全国的にみた場合には、1種類につき年に1 - 2回前後の頻度で発表されるのではないかとしている。
| 現象 | 基準 | 基準 |
| ---- | --- | --- |
| 大雨 | 土砂災害 | 過去の多大な被害をもたらした現象に相当する指標の基準値以上となる地域が以下のように出現すると予想され、かつ、さらに激しい雨が降り続くと予想される場合に、その地域を含む市町村などに発表する。 - 「土壌雨量指数」として定める基準値以上となる1km格子が、概ね10個以上まとまって出現 |
| 大雨 | 浸水害 | 過去の多大な被害をもたらした現象に相当する指標の基準値以上となる地域が以下のいずれかのように出現すると予想され、かつ、さらに激しい雨が降り続くと予想される場合に、その地域を含む市町村等に発表する。 - 「表面雨量指数」として定める基準値以上となる1km格子が、概ね30個以上まとまって出現 - 「流域雨量指数」として定める基準値以上となる1km格子が、概ね20個以上まとまって出現                      |
| 台風 | 中心気圧930hPa以下または最大風速50m以上の台風や温帯低気圧が来襲する場合（ただし、沖縄・奄美・小笠原諸島では、910hPa以下または最大風速60m以上の台風や温帯低気圧が来襲する場合）。 - 上記に該当する場合。発表対象地域は、指標以上の勢力を保ったまま中心が通過・接近すると予想される地域。早期に（場合によっては警報を飛ばして注意報から切り替え）特別警報を発表し、早い段階からの警戒を呼び掛ける。 | 中心気圧930hPa以下または最大風速50m以上の台風や温帯低気圧が来襲する場合（ただし、沖縄・奄美・小笠原諸島では、910hPa以下または最大風速60m以上の台風や温帯低気圧が来襲する場合）。 - 上記に該当する場合。発表対象地域は、指標以上の勢力を保ったまま中心が通過・接近すると予想される地域。早期に（場合によっては警報を飛ばして注意報から切り替え）特別警報を発表し、早い段階からの警戒を呼び掛ける。 |
| 大雪 | 積雪深が50年に1度の値以上となった地域が府県程度の広がりの範囲に出現し、さらに警報級の降雪が丸1日程度以上続くと予想される場合。 | 積雪深が50年に1度の値以上となった地域が府県程度の広がりの範囲に出現し、さらに警報級の降雪が丸1日程度以上続くと予想される場合。 |

場合によっては、警報を飛ばして、注意報から特別警報へと警戒レベルが引き上げられることもある。
なお、特別警報は都道府県・市町村から住民や官公署への伝達・周知が義務付けられている関係で、警報や注意報とは異なり、その基準を定めるときは予め関係する都道府県知事の意見を聞かなければならないと規定されていて、基準を改正する時もこの規定が準用される。
大津波警報は、従前の津波警報のうち大津波警報と呼ばれていた「津波警報（大津波）」を特別警報に位置付けたもので「噴火警報」「緊急地震速報」の名称は警報と同じだが、これに関して気象庁は、早期の開始を優先するため（警報の伝達に用いている）電文の形式変更を最小限に抑える必要があったことを理由に挙げていて、今後電文内での工夫や名称変更などを検討するという。

### 主な相当事例
気象庁は特別警報の指標を満たす過去の現象として、いくつかを例に挙げている（特別警報運用開始後の事例を含む）。

| 大雨の事例 - 平成5年8月豪雨（1993年） - 福井豪雨（2004年） - 台風23号と前線による大雨（2004年） - 台風12号による大雨（2011年） - 九州北部豪雨（2012年） - 台風26号による大雨（2013年） | 台風の事例 - 室戸台風（1934年） - 枕崎台風（1945年） - 伊勢湾台風（1959年） - 第2室戸台風（1961年） - 台風13号（1993年） 大雪の事例 - 三八豪雪（1963年） - 五六豪雪（1980年 - 1981年） |

## 伝達
特別警報が発表された場合、警報と同様に、行政機関や住民の防災対応を支援するため、特別警報の発表や解除の伝達系統が制度化されている（気象業務法第15条の2）。警報と異なるところは、都道府県知事から市町村長、市町村長から住民への周知がそれぞれ義務となっている点にある。
- （義務）気象庁→住民（全種類）（報道機関の協力の下行う）
- （義務）気象庁→NHK（全種類）
- （義務）気象庁→都道府県、消防庁、NTT東日本・西日本（地震動以外）
- （義務）気象庁→海上保安庁（地震動・噴火以外）
- （義務）気象庁→警察庁（噴火・大津波のみ）
- （義務）都道府県知事→関係市町村長 ※警報では「努力義務」となっている。
- （努力義務）警察庁、消防庁、NTT東日本・西日本→関係市町村長
- （努力義務）海上保安庁→航海中および入港中の船舶
- （義務）NHK→公衆
- （義務）市町村長→公衆・官公署 ※警報では「努力義務」となっている。

義務付けられている「市町村長から住民への周知」とは、公衆や官公署に対して「直ちに周知させる措置」をとることを指し、各々の住民全てに個別に周知することではない。具体的には、防災行政無線や有線放送の戸別受信機や屋外スピーカー放送、広報車の巡回、消防団や自主防災組織を通じた伝達、自治会等を通じた伝達、携帯電話の防災メール発信や携帯電話会社の緊急速報メール（エリアメール）、地域のケーブルテレビやコミュニティFMによる放送など。
また、2014年3月27日より、Jアラートによる特別警報の配信が開始された。運用規則により原則として自動起動する扱いとなっており、防災行政無線やコミュニティFMの緊急放送を自動起動して「特別警報発表」の放送を実施することによる周知が可能となった。
発表第1号となった2013年9月18日の発表時には、京都府と滋賀県の4市町で自治体が住民への周知を見送るという事例が発生した。見送った理由として、発表が夜明け前の暗い時間帯だったことを挙げた自治体もあった。気象庁は気象業務法違反の可能性を示唆して「大変残念」とするコメントを出したほか、周知しないという判断は適切ではないという専門家の意見も報じられた。
なお、特別警報・警報・注意報をカラーレベルの違いで表現する場合、現在気象庁のホームページでは大雨特別警報（警戒レベル5相当）は「黒色」（RGB=12.0.12,  ）を、それ以外の特別警報（警戒レベル4相当）は「紫色」（RGB=170.0.170,  ）を用いている。警戒レベルや危険度分布（キキクル）と合わせた色系統で、2021年2月の同庁ホームページのリニューアルの際に改められた。
当初の配色は「紫色」（RGB=200.0.255,   →警戒レベルが導入された2019年5月末より「濃い紫」と表現されるRGB=108.0.140,  ）を用いていたが、新たに定められた警戒レベルの配色に合わせ、2020年6月より前述のリニューアルまで「黒色」（RGB=20.0.20,  ）を用いていた。

### 放送
NHKは、ローカル単位（県域・広域）の地上波テレビ放送ではチャイム付きの字幕速報、全国単位の地上波テレビ放送および衛星放送（BS）では字幕などの形で速報を行うほか、地上波ラジオ放送ではAMのラジオ第1とFMではローカル単位と全国単位の両方、AMのラジオ第2ではローカル単位でそれぞれ上乗せ音声による速報を行い、場合により特設ニュースへの移行を行うなど、警報とは差別化した伝達を行う。
特別警報を伝える字幕は、画面内に帯状に表示され、着色した背景で囲った「特別警報[○○]」の表示（○○は特別警報の種類）、そこに続ける形で特別警報が発表された市区町村が含まれる都道府県名、次に市区町村名を表示する。また『気象情報』の番組中では、従来の注意報や警報のように色と種類だけで区別するのではなく、例えば「特別大雨」というように「特別」の文字を加えて特別警報であることを強調する。配色は、当初文字背景に紫色を使用していたが、2022年時点では文字背景に黒色・文字色に黄色・背景を囲む枠線に紫色というデザインになっている。

## 対処
「警報」の発表時も従来通りの対処を取らなければならないが「特別警報」の発表時には更に厳重な対処を取る必要がある。気象庁は「特別警報」が発表されたら、ただちに命を守る行動をとり、身を守るために最善を尽くすことを呼びかけている。
なお、同じ特別警報であっても現象の性質に応じて対処を変える必要がある。台風のように進行が比較的ゆっくりとした現象においては、接近する前の段階で特別警報を発表でき、避難などに余裕があると考えられる。しかし、集中豪雨のように数時間で急激に進行する現象においては、特別警報が発表された時点では既に周囲は危険な状態であり外への避難が困難である場合が考えられる。このような状況では、無理に外へと避難することだけを考えず、洪水の場合は建物の上の階に避難する、斜面の近くの場合は避難所ではなくても近隣の頑丈な建物に避難したり、家の中の斜面からなるべく遠い場所に避難するなど、状況に応じた対処をすることが望ましいとされる。このような事態を防ぐには、集中豪雨のように急激に進行する現象では特に、災害が拡大する前の「警報」や市町村の出す「避難指示」の段階で危険を予測して避難を選ぶことなどが必要になる。
なお、高齢者や障害者をはじめ、子供や妊婦、けが人や病気を患っている者、日本語が分からない外国人、その土地の地理に疎い旅行者などの災害弱者がいるところでは、さらに早めに対処を行うことも重要である。

## 特別警報の独占
法令上特別警報は警報に含まれるため、警報と同じように、気象業務法第23条が規定する「気象庁以外の者が警報を行うことの禁止」が適用される。

## 特別警報の補足
警報の発表後に特に警戒しなければならない状況が生じた場合に、警報を補足する気象情報が発表されることがある。例えば大雨警報発表中に数年に1回程度しか生じないような猛烈な雨を観測した場合には記録的短時間大雨情報が発表され、発生しつつある災害への警戒が呼びかけられる。また土砂災害の危険性が高まっている場合、土砂災害警戒情報を発表し市町村単位で土砂災害への警戒が呼びかけられる。特別警報が発表されている期間中も、こうした情報は同じように発表され、その際には対処を行う必要がある。なお大雨特別警報の発表期間には、大気の状態が不安定な状況下でしばしば落雷や竜巻などの突風に関する気象情報も出される。
警報を発表するような気象があらかじめ予想される場合には早期注意情報（警報級の可能性）が発表される。主に当日夜や翌日、最大で5日後まで。→cf.タイムライン
水害（土砂災害・浸水・洪水）については、ホームページ等で地図上に危険度を5段階で示す危険度分布が提供されており、1km単位の細かい分布を確認できる。5段階のうち、4段階目の紫色が「危険」（警戒レベル4）相当、最も危険な5段階目の黒色が「災害切迫」（警戒レベル5）相当。黒色の「災害切迫」はその1km格子エリアが大雨特別警報の基準に実況値で到達したことを示している。
なお、土砂災害警戒情報や各種防災気象情報については、情報が多くて分かりにくいという問題が指摘されていることから、経緯の節で述べたように見直しが行われている。

## 問題点

### 特別警報発表に至らない現象

#### 大雨特別警報
大雨については留意点がいくつかあり、まず1つは、狭い範囲で起こった場合は、数十年に一度の大雨であっても特別警報が発表されない場合がある。2つ目に、記録的であっても1時間程度で収まるごく短時間の大雨に対しては、特別警報は原則として発表されない。
2013年10月15日から16日にかけて東日本に接近した台風26号では、東京都大島町（伊豆大島）において記録的な豪雨により大規模な土石流が発生し、甚大な人的・物的被害が発生した。伊豆大島では、15日17時38分に大雨洪水警報が発表され、16日3時58分までの1時間で122.5ミリ、8時20分までの24時間で824ミリという観測史上1位の降水量を記録したが、特別警報は発表されなかった。気象庁は発表しなかった理由として、特別警報は都道府県程度の広がりを持つ現象に対応するものであり、伊豆大島では雨量の基準は満たしたものの、伊豆諸島の他の島や東京都内では基準となる雨量に達した地点が少なく「府県程度での広がり」の基準を満たさなかったためと説明した。これについて菅義偉内閣官房長官が「規定はあるとしても誰が見ても出してもおかしくなかった」と述べて発表基準の見直しに言及する動きなどがあった。結果として基準は変更されていないが、基準変更の代替として、離島などでの大雨の際には、各都道府県の気象台から各市町村へのホットラインを通じて緊急の連絡を行う措置を執っているほか、重大な災害の切迫を呼び掛ける「見出しのみの短文気象情報」の中で「○○市で50年に一度の大雨」というように重大性を周知する措置を執っている。
また、大雨は数時間以上継続するようなものを対象にしており、継続時間が1時間程度の「局地的大雨」は特別警報の発表には至らない。気象庁は基準制定時の意見聴取への回答において、1時間程度の局地的大雨に対しては観測時に発表される「記録的短時間大雨情報」などを参考にするよう回答している。

#### 大雪特別警報
大雪特別警報は50年に1度の記録的な積雪になった後さらに「警報級の降雪が丸1日程度以上続く」という発表基準があるため、南岸低気圧による1日程度の大雪では特別警報が発表されにくい。これは、大雪の特別警報はいわゆる西高東低の冬型の気圧配置によりもたらされる数日以上続くような記録的大雪を対象にしたものだからである。結果として、大雪の特別警報は日本海側の大雪には適合しても太平洋側の大雪には適合しにくい形となっている。例えば、2014年2月の大雪では南岸低気圧により関東地方を中心に数十年ぶりの積雪となり、甲府・前橋・熊谷では100年超の観測史上最も深い積雪を観測しているが、この時も特別警報は発表されなかった。2022年12月現在、大雪特別警報の発表事例はない。
また、大雪特別警報が積雪深を基準としており、短時間で多量の降雪による災害には適合しにくい。気象庁では対策として顕著な大雪に関する気象情報を発出することで対応している。

### 発表のタイミングと予測精度
2014年7月に沖縄に接近・通過した台風8号では、台風の接近に伴い7月7日から8日にかけて沖縄本島地方に波浪・暴風・高潮・大雨の特別警報が順次発表されたが、台風の中心が通過したため9日未明の2時52分に一旦警報に切り変えられた。しかし、台風外側の雨雲が沖縄本島に継続してかかり予想を超える大雨となったため、約4時間半後の7時31分には沖縄本島地方に再び大雨特別警報が発表されるという経過をたどった。切り替えが拙速だったのではないかという意見も見られたが、実は、最初の発表は台風の勢力予想に基づくもの、2回目の発表は解析雨量に基づくものであって、基準が2つあることによって起こっていた。こうした事態は特別警報の基準や精度に対する疑念の元にもなっていて、異なる基準のものを同じ枠組みで発表することに対して気象予報士の片平敦は疑問視した。

## 特別警報発表基準の改善

### 大雨特別警報
2019年10月11日、前項で挙げた伊豆大島の災害を踏まえ、新しい基準による大雨特別警報の発表基準が伊豆諸島北部にて先行実施された。改善後の基準は「過去の多大な被害をもたらした現象に相当する基準値を作成し、この基準値以上となる1km格子（メッシュ）がまとまって出現すると予測され、かつ、さらに雨が降り続くと予測される場合」に大雨の特別警報を発表する、というもの。これまでの50年に1度の降水量といった「雨量」から、過去の災害を基にした危険度分布という「指数」を定義に持ち込むことで災害との関連性・信頼性が向上するほか、気象庁の運用する危険度分布の格子が5kmから1kmに縮小されることで高解像度データとなるため、市町村単位・島嶼部単位での発表が可能になるという。今後は過去の大規模な大雨災害があった地域から優先的に改善基準に移行するという。
2020年8月24日からは、それまで大雨特別警報の発表基準に台風等の勢力予想に基づくもの（台風等を要因とする基準）と、解析雨量に基づくもの（雨を要因とする基準）の二種類があったものが、雨を要因とする基準に一元化され、台風等を要因とする基準では大雨特別警報を出さないこととなった。
2022年6月30日より、大雨特別警報（浸水害）について、より災害発生と結びつきが強い危険度分布の技術を用いて、警戒レベル5相当の状況により適合した形で発表を行えるよう基準の改善を行う。これにより対象地域の絞り込みや、島嶼部などのより狭い地域への発表も可能になり、情報の信頼度が高まるとしている。

## 特別警報の発表事例

### 気象災害の発表事例
2024年7月現在、大雨特別警報以外の特別警報が発表されたことがあるのは、いずれも台風を起因とする「暴風・波浪・高潮」の特別警報による鹿児島県・沖縄県のみであり、大雪や暴風雪など、雪を起因とする例は一度も発生していない。
| 発表年月日            | 特別警報の種類         | 対象都道府県または一次細分区域等 ※地域内のいずれかの市区町村に発表されている（すべての市区町村ではない）。 | 主な被害                | 該当記事                    |
| --------------------- | ---------------------- | --- | ----------------------- | --------------------------- |
| 2013年9月16日         | 大雨                   | 京都府、滋賀県、福井県                                                                                     | 死者2人                 | 台風18号                    |
| 2014年7月7日 - 9日    | 暴風・波浪・高潮・大雨 | 沖縄県宮古島地方、沖縄県沖縄本島地方                                                                       |                         | 台風8号                     |
| 2014年7月9日          | 大雨                   | 沖縄県沖縄本島地方                                                                                         |                         | 台風8号                     |
| 2014年8月9日          | 大雨                   | 三重県 | 死者1人                 | 台風11号                    |
| 2014年9月11日         | 大雨                   | 北海道石狩、空知、胆振、後志                                                                               |                         |                             |
| 2015年9月10日 - 11日  | 大雨                   | 栃木県、茨城県、宮城県                                                                                     | 死者20人                | 関東・東北豪雨              |
| 2016年10月3日         | 暴風・波浪・高潮・大雨 | 沖縄県沖縄本島地方                                                                                         |                         | 台風18号                    |
| 2017年7月5日 - 6日    | 大雨                   | 島根県 |                         |                             |
| 2017年7月5日 - 6日    | 大雨                   | 福岡県、大分県                                                                                             | 死者・行方不明者計42人  | 九州北部豪雨                |
| 2018年7月6日 - 8日    | 大雨                   | 福岡県、佐賀県、長崎県、広島県、岡山県、鳥取県、京都府、兵庫県、岐阜県、高知県、愛媛県                     | 死者・行方不明者計271人 | 平成30年7月豪雨             |
| 2019年7月20日         | 大雨                   | 長崎県五島、対馬                                                                                           |                         | 台風5号                     |
| 2019年8月28日         | 大雨                   | 佐賀県、福岡県、長崎県                                                                                     | 死者4人                 | 令和元年8月の前線に伴う大雨 |
| 2019年10月12日 - 13日 | 大雨                   | 静岡県、神奈川県、東京都、埼玉県、群馬県、山梨県、長野県、茨城県、栃木県、新潟県、福島県、宮城県、岩手県   | 死者・行方不明者計108人 | 令和元年東日本台風          |
| 2020年7月4日          | 大雨                   | 熊本県、鹿児島県                                                                                           | 死者・行方不明者計86人  | 令和2年7月豪雨              |
| 2020年7月6日 - 7日    | 大雨                   | 福岡県、佐賀県、長崎県                                                                                     | 死者・行方不明者計86人  | 令和2年7月豪雨              |
| 2020年7月8日          | 大雨                   | 岐阜県、長野県                                                                                             | 死者・行方不明者計86人  | 令和2年7月豪雨              |
| 2020年10月10日 - 11日 | 大雨                   | 東京都伊豆諸島南部（三宅村、御蔵島村）                                                                     |                         |                             |
| 2021年7月10日         | 大雨                   | 鹿児島県、熊本県、宮崎県                                                                                   |                         |                             |
| 2021年8月13日         | 大雨                   | 広島県 | 死者13人                | 令和3年8月の大雨            |
| 2021年8月14日 - 15日  | 大雨                   | 長崎県、佐賀県、福岡県、広島県                                                                             | 死者13人                | 令和3年8月の大雨            |
| 2022年8月3日 - 4日    | 大雨                   | 山形県、新潟県                                                                                             |                         |                             |
| 2022年9月17日 - 19日  | 暴風・波浪・高潮       | 鹿児島県                                                                                                   |                         | 台風14号                    |
| 2022年9月17日 - 19日  | 大雨                   | 宮崎県 |                         | 台風14号                    |
| 2023年7月10日         | 大雨                   | 福岡県、大分県                                                                                             |                         |                             |
| 2023年8月15日         | 大雨                   | 鳥取県 |                         | 台風7号                     |
| 2024年7月25日 - 26日  | 大雨                   | 山形県 | 死者3人                 |                             |
| 2024年7月25日 - 26日  | 大雨                   | 山形県 | 死者3人                 |                             |
| 2024年8月28日 - 29日  | 暴風・波浪・高潮       | 鹿児島県                                                                                                   |                         | 台風10号                    |
| 2024年9月21日 - 22日  | 大雨                   | 石川県 | 死者15人                | 能登半島豪雨                |
| 2024年11月9日         | 大雨                   | 鹿児島県（奄美地方）                                                                                       |                         |                             |
| 2025年8月8日          | 大雨                   | 鹿児島県                                                                                                   |                         |                             |
| 2025年8月11日         | 大雨                   | 熊本県 |                         |                             |

### 火山現象（噴火警報）の発表事例
| 発表年月日                    | 対象火山   | 噴火警戒レベル・警戒事項等 | 出典            |
| ----------------------------- | ---------- | -------------------------- | --------------- |
| 2015年5月29日 - 2016年6月14日 | 口永良部島 | レベル5（避難）            | [ 121 ] [ 122 ] |
| 2015年8月15日 - 9月1日        | 桜島       | レベル4（避難準備）        | [ 123 ] [ 124 ] |
| 2018年8月15日 - 29日          | 口永良部島 | レベル4（避難準備）        | [ 125 ] [ 126 ] |
| 2022年7月24日 - 27日          | 桜島       | レベル5（避難）            | [ 127 ] [ 128 ] |

### 津波現象（大津波警報）の発表事例
津波特別警報（大津波警報）は、予想される津波の最大波の高さが3mを越す地域に発表される。
| 発表年月日・時刻     | 対象地域   | 予想 | 観測                               | 該当記事     |
| -------------------- | ---------- | ---- | ---------------------------------- | ------------ |
| 2024年1月1日16時22分 | 石川県能登 | 5m   | 80cm（石川県金沢港・山形県酒田港） | 能登半島地震 |

### 地震現象（緊急地震速報）の発表事例
地震動特別警報は震度6弱以上または長周期地震動階級4が予想された地域に発表される。
| 発表年月日・時刻        | 対象地域                                                                       | 予想       | 予想             | 観測     | 観測                 | 該当記事                 |
| 発表年月日・時刻        | 対象地域                                                                       | 震度       | 長周期地震動階級 | 最大震度 | 最大長周期地震動階級 | 該当記事                 |
| ----------------------- | ------------------------------------------------------------------------------ | ---------- | ---------------- | -------- | -------------------- | ------------------------ |
| 2014年11月22日 22時08分 | 長野県北部                                                                     | 5強から6弱 | 運用なし         | 6弱      | 3                    | 長野県神城断層地震       |
| 2016年4月14日 21時26分  | 熊本県熊本                                                                     | 5強から6強 | 運用なし         | 7        | 3                    | 熊本地震 (2016年)        |
| 2016年4月16日 1時25分   | 熊本県熊本                                                                     | 6弱から6強 | 運用なし         | 7        | 4                    | 熊本地震 (2016年)        |
| 2016年4月16日 1時25分   | 熊本県阿蘇                                                                     | 6弱        | 運用なし         | 7        | 4                    | 熊本地震 (2016年)        |
| 2016年4月16日 1時46分   | 熊本県熊本                                                                     | 5強から6弱 | 運用なし         | 6弱      | 2                    | 熊本地震 (2016年)        |
| 2016年4月16日 11時29分  | 大分県南部                                                                     | 6弱から7   | 運用なし         | 3        |                      | 熊本地震 (2016年)        |
| 2016年4月16日 11時29分  | 宮崎県北部平野部                                                               | 5強から6弱 | 運用なし         | 3        |                      | 熊本地震 (2016年)        |
| 2016年10月21日 14時07分 | 鳥取県中部                                                                     | 6弱から6強 | 運用なし         | 6弱      | 3                    | 鳥取県中部地震           |
| 2016年10月21日 14時07分 | 岡山県北部                                                                     | 5強から6強 | 運用なし         | 6弱      | 3                    | 鳥取県中部地震           |
| 2016年10月21日 14時07分 | 鳥取県東部                                                                     | 5強から6弱 | 運用なし         | 6弱      | 3                    | 鳥取県中部地震           |
| 2018年6月18日 7時58分   | 京都府南部、大阪府北部                                                         | 5強から6弱 | 運用なし         | 6弱      | 2                    | 大阪府北部地震           |
| 2018年9月6日 3時08分    | 胆振地方中東部                                                                 | 7          | 運用なし         | 7        | 4                    | 北海道胆振東部地震       |
| 2018年9月6日 3時08分    | 石狩地方南部、日高地方西部                                                     | 6強        | 運用なし         | 7        | 4                    | 北海道胆振東部地震       |
| 2018年9月6日 3時08分    | 空知地方南部                                                                   | 6弱        | 運用なし         | 7        | 4                    | 北海道胆振東部地震       |
| 2019年6月18日 22時22分  | 山形県庄内                                                                     | 6弱以上    | 運用なし         | 6強      | 3                    | 山形県沖地震             |
| 2021年2月13日 23時08分  | 福島県中通り                                                                   | 6強        | 運用なし         | 6強      | 4                    | 福島県沖地震 (2021年)    |
| 2021年2月13日 23時08分  | 福島県浜通り、宮城県南部、宮城県中部、福島県会津                               | 6弱        | 運用なし         | 6強      | 4                    | 福島県沖地震 (2021年)    |
| 2021年3月20日 18時10分  | 宮城県中部                                                                     | 5強から6弱 | 運用なし         | 5強      | 3                    | 宮城県沖地震 (2021年3月) |
| 2021年5月1日 10時27分   | 宮城県中部                                                                     | 6弱        | 運用なし         | 5強      | 2                    | 宮城県沖地震             |
| 2022年1月22日 1時08分   | 大分県南部                                                                     | 6弱以上    | 運用なし         | 5強      | 2                    |                          |
| 2022年3月16日 23時37分  | 宮城県中部                                                                     | 6強以上    | 運用なし         | 6強      | 4                    | 福島県沖地震             |
| 2022年3月16日 23時37分  | 宮城県南部、福島県浜通り、宮城県北部、福島県中通り、岩手県内陸南部、山形県村山 | 6弱以上    | 運用なし         | 6強      | 4                    | 福島県沖地震             |
| 2022年6月19日 15時08分  | 石川県能登                                                                     | 6弱以上    | 運用なし         | 6弱      | 1                    | 能登群発地震             |
| 2023年5月5日 14時42分   | 石川県能登                                                                     | 6強以上    | 4                | 6強      | 3                    | 能登群発地震             |
| 2023年5月5日 21時58分   | 石川県能登                                                                     | 6弱以上    |                  | 5強      | 2                    | 能登群発地震             |
| 2024年1月1日 16時10分   | 石川県能登                                                                     | 6強から7   |                  | 7        | 4                    | 能登半島地震 (2024年)    |
| 2024年1月1日 16時11分   | 石川県能登                                                                     | 6強から7   | 3                | 7        | 4                    | 能登半島地震 (2024年)    |
| 2024年1月1日 16時11分   | 富山県西部、石川県加賀                                                         | 6弱        |                  | 7        | 4                    | 能登半島地震 (2024年)    |
| 2024年4月17日 23時14分  | 愛媛県南予                                                                     | 6弱        |                  | 6弱      | 2                    | 豊後水道地震             |
| 2024年6月3日 6時31分    | 石川県能登                                                                     | 6弱から7   | 3                | 5強      | 2                    | 能登半島地震 (2024年)    |
| 2024年6月3日 6時31分    | 新潟県上越                                                                     | 5強から6弱 | 3                | 5強      | 2                    | 能登半島地震 (2024年)    |
| 2024年8月8日 16時42分   | 宮崎県南部平野部                                                               | 6弱から6強 |                  | 6弱      | 2                    | 日向灘地震 (2024年)      |
| 2024年8月8日 16時42分   | 宮崎県北部平野部                                                               | 5強から6弱 | 3                | 6弱      | 2                    | 日向灘地震 (2024年)      |